# Endostilo
L'endostilo  o doccia ipobranchiale è un solco che si trova nella porzione ventrale della camera branchiale dei Tunicati e dei Cefalocordati. 

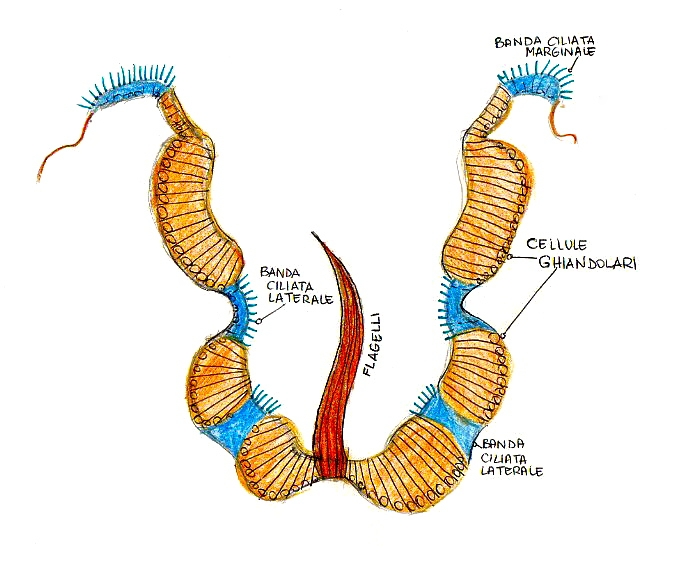
Schema di endostilo in sezione trasversale.

È costituito da due tipi cellulari: cellule ghiandolari e cellule ciliate.
Le cellule ghiandolari producono un muco che è spalmato in un cordone lungo la camera branchiale. Le particelle solide, introdotte nel corpo con la corrente d'acqua che circola all'interno di questi organismi, vengono bloccate, filtrate dal muco.
Le cellule ciliate avviano il muco verso il canale digerente facendo sbattere le loro ciglia.

## Endostilo e tiroide
Dall'endostilo deriva la tiroide (che compare nei Vertebrati): questo si è potuto scoprire studiando le omologie di notevole rilevanza tra questi due organi, prima fra tutte la presenza di zone attive nella fissazione dello iodio.
Anche se molto diversi, essendo il primo una ghiandola esocrina mentre il secondo una  ghiandola endocrina regolatrice di diversi processi biologici, si nota che nei bassi Cordati si ha un endostilo ancora con funzioni tipiche di annesso al canale alimentare, che nell'ammocoetes, ovvero la larva delle lamprede, resta tale per un primo periodo.
In un secondo tempo, tuttavia, i margini della doccia vanno richiudendosi, finché l'endostilo rimane comunicante con la faringe solo con una esigua apertura. Quando la larva metamorfosa, passando da alimentazione per filtrazione ad alimentazione per suzione, questa condizione di tasca faringea ventrale è definitivamente persa e il parenchima dell'endostilo assume, per separazione in vescicole più piccole, la tipica forma della tiroide con tessuto epiteliale di tipo secernente cubico a secreto colloidale.
Negli Gnathostomata la tiroide è ben definita e si origina dalla proliferazione di cordoni cellulari dall'epitelio ventrale della faringe. Questi cordoni perdono connessione con l'epitelio di origine e si scavano in vescicole.